# Bod (Rumunia)
Bod – wieś w Rumunii, w okręgu Braszów, w gminie Bod. W 2011 roku liczyła 2200 mieszkańców.